# Mud Lake, Minnesota
Xã Mud Lake (tiếng Anh: Mud Lake Township) là một xã thuộc quận Marshall, tiểu bang Minnesota, Hoa Kỳ. Năm 2010, dân số của xã này là 0 người.